# Emirat de Molina
L'emirat de Molina fou un emirat creat al voltant de la ciutat de Molina i que va durar del 1080, quan es va independitzar de l'emirat de Balànsiya fins al 1129, que fou conquerit pel regne d'Aragó.
Els celtibèric van poblar el castro de Mediolum, que fou conquerit als visigots per Tàriq ibn Ziyad. Entre el segle x i l'XI es va aixecar l'alcàsser de Molina.
Després del desmembrament del Califat de Qurtuba a principis el 1010 el territori fou dependent de l'Emirat de Balànsiya i breument de l'Emirat de Tulàytula entre els anys 1065 i 1065 per tornar a dependre de Balansiya. El territori fou independent a finals del segle xi, i el seu emir Hya Ibn Galbun va col·laborar amb Rodrigo Díaz de Vivar, donant-li recer després del seu desterrament.
Amb la presa de Tulàytula per les tropes d'Alfons VI de Castella el 1085 Ibn Galbun paga tributs a Castella fins que l'emirat fou pres per Alfons el Bataller a Azzun ibn Galbun, que havia lluitat contra ell en la batalla de Cutanda al costat dels almoràvits el 1129.

## Emirs de Molina
- Hya ibn Galbun 1080-?
- Azzun ibn Galbun ?-1129